# Giuseppe Moioli
Giuseppe Moioli, né le 8 août 1927 à Mandello del Lario (Lombardie) et mort le 5 mai 2025 dans la même ville, est un rameur d'aviron italien.

## Carrière
Giuseppe Moioli a participé aux Jeux olympiques de 1948 à Londres. Il a remporté la médaille d'or en quatre sans barreur, avec Francesco Faggi, Elio Morille et Giovanni Invernizzi.
Il est aussi quintuple champion d'Europe de quatre sans barreur entre 1947 et 1956, champion d'Europe de huit en 1958 et médaillé d'or en quatre sans barreur aux Jeux méditerranéens de 1955.

## Source de la traduction
- (en) Cet article est partiellement ou en totalité issu de l’article de Wikipédia en anglais intitulé « Giuseppe Moioli » (voir la liste des auteurs).